# Tomo Vinković
Tomo Vinković – były jugosłowiański producent ciągników oraz maszyn rolniczych z siedzibą w Bjelovarze.

## Historia
Decyzją narodowego Komitetu Gminy Bjelovar 12 marca 1953 r. zostało utworzone przedsiębiorstwo Metal zajmujące się odlewnictwem, obróbką stali i kowalstwem 17 stycznia 1960 roku firma Metal zmieniła nazwę na Tomo Vinković - na cześć bohatera jugosłowiańskiego. W 1965 r. została zawarta umowa licencyjna z włoską fabryką ciągników Pasquali z Mediolanu.